# Léopold Zborowski
Léopold Zborowski (Varsovia, 1889-París, 1932) fue un poeta polaco, afincado en la capital francesa, que fue marchante de Amedeo Modigliani.

## Biografía
Nacido en una familia judía, llegó a París en 1910 y en 1915 ya era marchante. Fue contemporáneo, en París, de artistas como Henri de Toulouse-Lautrec, Paul Cézanne, André Derain, Pablo Picasso o Amedeo Modigliani, que lo retrató en varias ocasiones. Estuvo casado con Anna Zborowska, perteneciente a una familia de la nobleza polaca y que posó para Modigliani, quien también la retrató más de una decena de veces. Zborowski fue el marchante de Modigliani y su amigo; le organizó exposiciones y le cedió su apartamento como taller. También fue el marchante de Maurice Utrillo, Marc Chagall, René Iché, Chaim Soutine y André Derain. Tres retratos de Zborowski firmados por Modigliani se vendieron en 2003 en Sotheby´s por 1.464.000$. Con su mujer Hanka, tuvo una galería de arte en Rue de Seine.
Siendo agente de Modigliani, Zborowski se hizo rico, fortuna que perdió con el crack de 1929, muriendo pobre en 1932 de un ataque cardiaco. Fue enterrado en el cementerio del Père-Lachaise. Su viuda se vio obligada a vender toda su colección, que quedó dispersada.
- Datos: Q1038459
- Multimedia: Leopold Zborowski / Q1038459